# Estaleiro Jiangnan

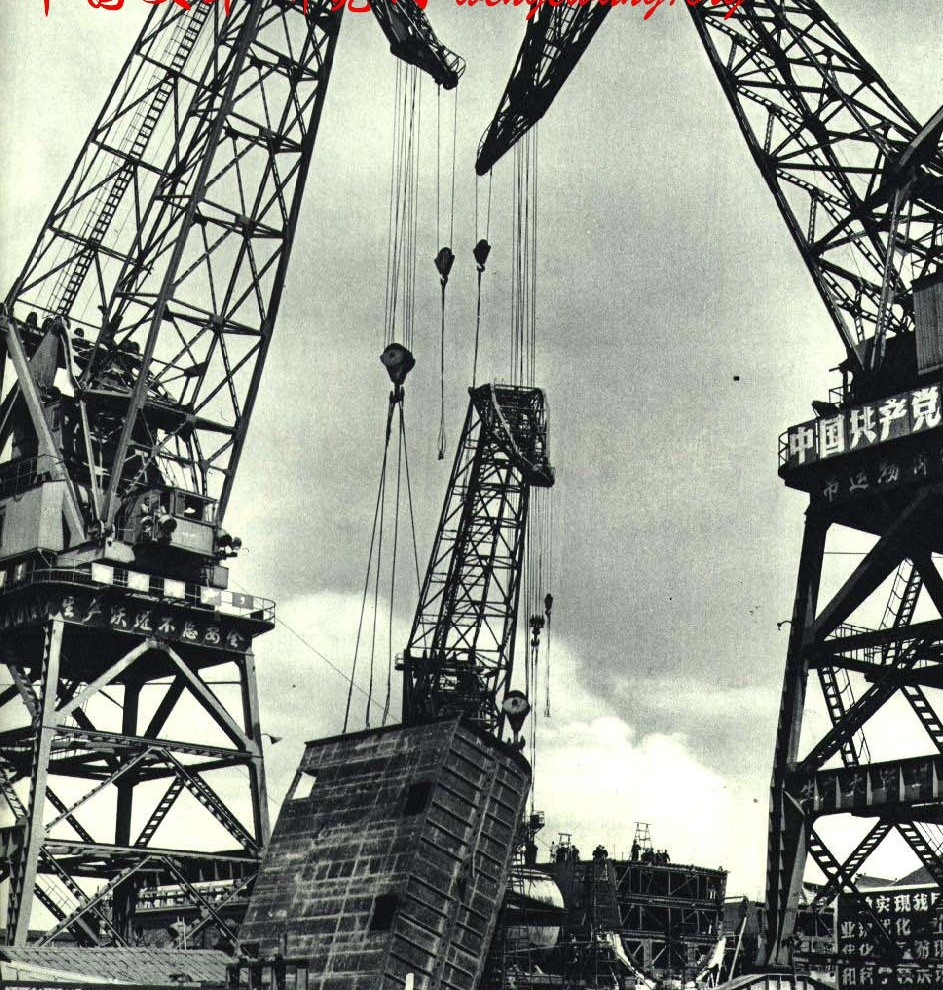
Estaleiro Jiangnan em 1965.

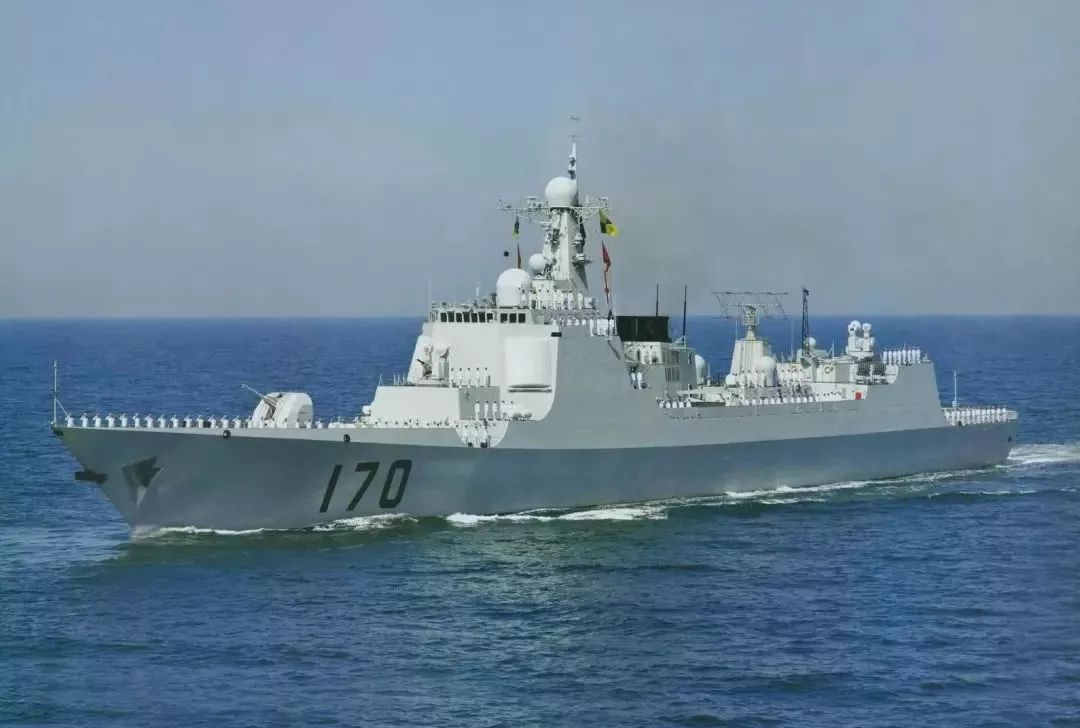
Contra-torpedeiro Luyang II, classe Type 052C.

O Estaleiro Jiangnan comercialmente identificado como Jiangnan Shipyard Group Co Ltd foi fundado em 1865 durante a Dinastia Qing, está localizado nas proximidades da cidade de Xangai. Este estaleiro é considerado o berço da indústria nacional da China. A empresa pesquisa, projeta, desenvolve, fabrica e vende navios para transporte de GLP, navios-tanque para petróleo, navios-tanque para produtos químicos, navios graneleiros e navios de uso militar, sendo também uma empresa de manutenção de navios.

## Instalações
O estaleiro opera com dois pórticos com capacidade de elevação de 75-100 toneladas, berço para embarcações entre 35 000 e 80 000 DWT, três docas secas para navios de 147, 187 e 232 metros de comprimento e 13 plataformas de montagem sendo que a maior delas ocupa uma área de 7 402 metros e tem 235 metros de comprimento. Conta com aproximadamente 10.500 funcionários, sendo 450 deles engenheiros.
Considerado uma das maiores e mais importantes instalações de construção naval e comercial da China, as sua instalações industriais estão localizadas na Ilha de Changxing (Changxingdao) na foz do rio Yangtzé a nordeste de Xangai.

## Navios
Segundo observações de satélites e notícias divulgadas neste local está sendo construído o terceiro porta-aviões da Marinha do Exército Popular de Libertação identificado como porta-aviões Tipo 003.